# Puch X 30

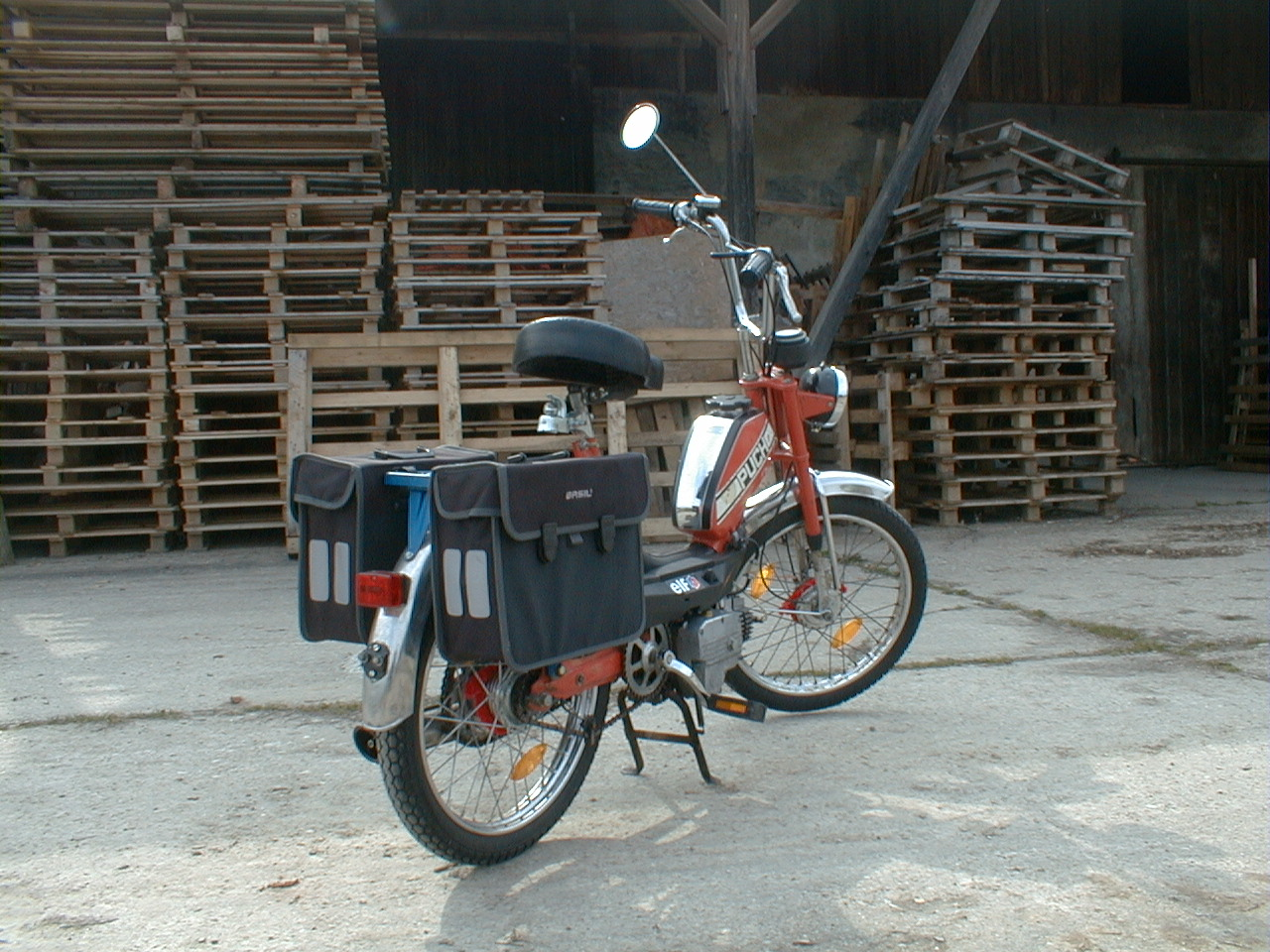
Puch X 30 Baujahr 1976 mit Satteltaschen aus dem Zubehör

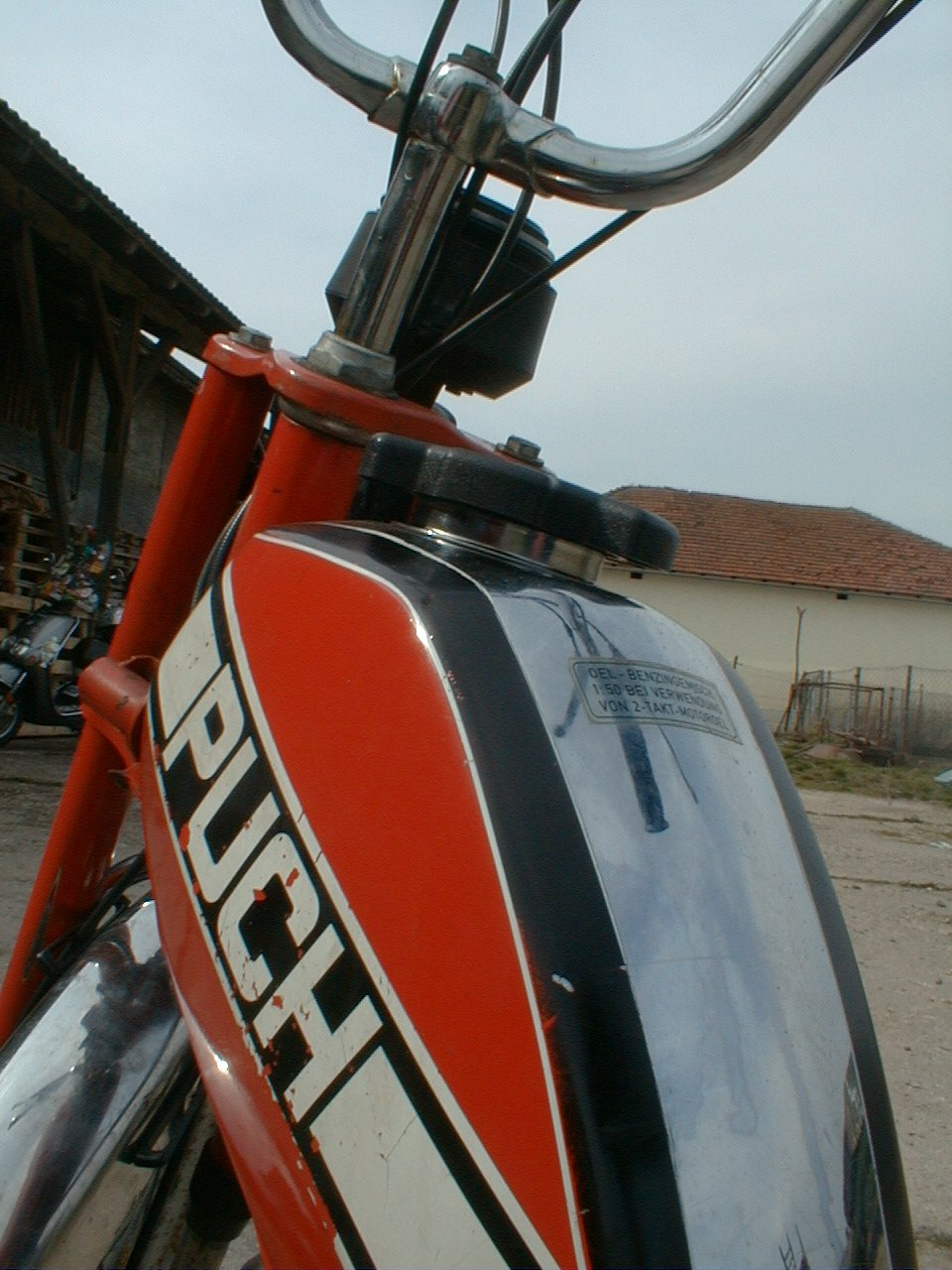
Nahaufnahme des Tanks einer Puch X 30 mit dem Puch-Schriftzug und deutlich sichtbaren Gebrauchsspuren

Typenschild am Rahmenkopf einer X 30 von 1976

Die Puch X 30  (in Österreich Sprinter) ist ein Mofa des österreichischen Herstellers Steyr-Daimler-Puch. Es gehört zu den selteneren Puch Mofas und ist technisch mit der Maxi verwandt. Typische Merkmale der X 30, von der es verschiedene Baureihen und Sondermodelle gab, sind ein Einrohrrahmen mit Hinterradschwinge und einer einfachen Federgabel vorne sowie ein schlanker, relativ kleiner Tank (in der Schweiz wurde manchmal auch ein "Lochtank" verwendet) und große Chromspeichenräder (bei einigen Modellen wurden auch Gussräder verwendet).
Bei Puch verstand man die X 30 als hochwertige "Halbschwester" der Maxi und bewarb sie entsprechend. Man versuchte damit vor allem jüngere Kunden anzusprechen, was aber nur teilweise gelang. Vor allem in Deutschland und der Schweiz war die X 30 gemessen an der Konkurrenz zu teuer, weshalb viele Kunden lieber zur Maxi griffen.

## Technische Daten
Obwohl innerhalb der relativ langen Bauzeit verschiedene Motoren verwendet wurden, blieben die grundlegenden Eckdaten fast immer gleich:
- Motor: Z 50 fahrtwindgekühlter / ZA50 gebläsegekühlter Einzylinder-Zweitaktmotor
- Hubraum: 48,8 cm³
- Leistung: 1 kW (1,36 PS) bei 3300/min
- Getriebe: Zweigang-Schaltgetriebe (Handschaltung oder eher selten Automat) mit Ölbadkupplung
- Bereifung: 2¼ X 17 Zoll
- Höchstgeschwindigkeit: je nach Verkaufsland 25/30/40 km/h

## Heutige Bedeutung
Das gute Fahrwerk und der robuste Motor der X 30 bieten eine gute Grundlage für Leistungssteigerungen und Umbauten aller Art. Daher wurden viele X 30 bei Mofarennen verschlissen. Der Bestand an Fahrzeugen dürfte heute in der Schweiz noch am größten sein, in Deutschland und Österreich ist die X 30 relativ selten. Vor allem frühe Versionen mit dem Tretwerk im Rahmen (spätere Modelle hatten das Tretwerk im Motorgehäuse) sind fast ausgestorben und erzielen, wie auch die Sondermodelle, unter Sammlern hohe Preise.
Noch im Alltagsbetrieb gefahrene X 30 sind selten, wo dies noch der Fall ist, werden die Fahrzeuge von ihren Fahrern für die hohe Zuverlässigkeit und den geringen Kraftstoffverbrauch geschätzt. Gerade in Deutschland ist jedoch die Ersatzteilversorgung etwas problematisch, viele Teile lassen sich nur unter Schwierigkeiten beschaffen oder müssen direkt in Österreich bestellt werden. Dies macht den Erhalt einer X 30 als Alltagsfahrzeug in Deutschland heute, gemessen an anderen Mofas, unverhältnismäßig teuer.